# Vriesea pardalina
Vriesea pardalina är en gräsväxtart som beskrevs av Carl Christian Mez. Vriesea pardalina ingår i släktet Vriesea och familjen Bromeliaceae. Inga underarter finns listade i Catalogue of Life.